# ان‌جی‌سی ۳۰۸۱
ان‌جی‌سی ۳۰۸۱ عبارت علمی: NGC 3081 کهکشان حلقه ای عدسی منع شده در صورت فلکی هیدرا است. NGC 3081 در فاصله ۸۵ میلیون سال نوری از زمین قرار دارد، یعنی با توجه به ابعاد ظاهری آن، عرض NGC 3081 تقریباً ۶۰۰۰۰ سال نوری است. این کهکشان سیفر نوع II است که با هسته روشن آن مشخص می‌شود. توسط ویلیام هرشل در ۲۱ دسامبر ۱۷۸۶ کشف شد.